# Стріт-панк

Стріт-панк (англ. Street punk, вуличний панк) — піджанр пролетарського напряму панк-року, що утворився на початку 1980-х років, коли низка виконавців та значна частина аудиторії почали відчувати відірваність від основної, «штучної», на їх погляд, панк-сцени. Основним джерелом стріт-панку вважається Oi!-рух, перш за все — творчість таких гуртів, як Sham 69, Angelic Upstarts, Cockney Rejects, Cock Sparrer та UK Subs. Англійський стріт-панк має спільне коріння з хардкором, проте має ряд відмінностей.

## Історія

### UK 82
Виконавці UK 82 (також відомого як UK hardcore, second wave punk, real punk, чи No Future punk) перейняли існуючий звук панку старої школи та додали неперервні ритми та важкий звучання гуртів Нової хвилі британського важкого металу, зокрема значний вплив здійснив гурт Motörhead. Термін «UK 82» було взято з назви пісні The Exploited. Згідно з Яном Глеспером, найбільш значущими є такі три гурти: The Exploited з Единбургу, Discharge з Сток-он-Тренту та Charged GBH з Бірмінгему.
Інші гурти руху UK 82: English Dogs, Chaos U.K., Blitz, The Partisans, Disorder, Broken Bones, The Violators, Abrasive Wheels, One Way System, Vice Squad та Anti-Nowhere League.

### Ді-біт
В ранніх 80-х прихильниками гурту Discharge був розроблений стиль ді-біт (англ. D-beat). Першим гуртом стилю став The Varukers. Інші представники: Disclose, Crucifix, Final Conflict, Ratos de Porão. Особливо популярним стиль став в Швеції: Anti Cimex, Mob 47, Driller Killer, Wolfbrigade. Сучасні шведські гурти: Totalitär, Skitsystem, Disfear.

### Сучасний стріт-панк
До визначний гуртів стріт-панку 1990-х відносять The Virus, The Casualties, The Unseen, Oxymoron, A Global Threat, Lower Class Brats, Clit 45, The Restarts та Antidote.

### Україна
В Україні тривалий час напрямок був розвинений дуже слабо і тільки з початку 2000-х такі гурти як Теорія Ґвалту, Rude Riot  [Архівовано 14 червня 2019 у Wayback Machine.], Stinx, Doping , та деякі інші почали грати в Україні та поза її межами і видавати платівки.  